# Alessandro Lualdi
Alessandro Lualdi (12 de agosto de 1858 - 12 de novembro de 1927) foi um cardeal católico romano que serviu como arcebispo de Palermo .

## Biografia
Lualdi nasceu em Milão, na Itália . Entrou no Seminário de Milão e continuou seus estudos na Academia Teológica de São Tomás de Aquino, em Roma, onde obteve doutorado em teologia, filosofia e direito canônico. Ele foi ordenado em 1880. Após sua ordenação, trabalhou na Arquidiocese de Milão, fazendo trabalho pastoral de 1884 até 1890. Mais tarde, ele trabalhou como membro do Corpo Docente do Seminário de Milão até 1894. Ele foi criado como Privy Chamberlain de Sua Santidade em 14 de setembro de 1899

## Episcopado
O Papa Pio X o nomeou Arcebispo de Palermo em 14 de novembro de 1904. Ele foi criado e proclamado Cardeal-presbítero de Santos André e Gregório no Monte Celio no consistório de 15 de abril de 1907. Participou dos Conclave de 1914 que elegeu o Papa Bento XV e 1922 que elegeu o Papa Pio XI.
Ele morreu em 1927 e está enterrado na catedral metropolitana de Palermo.